# Enbacken
Enbacken är en småort i Axbergs socken i Örebro kommun i Närke, belägen mellan Hovsta och Ölmbrotorp. Den ligger öster om Riksväg 50 en mil norr om Örebro. SCB har namnsatt bebyggelsen till Åby, vilket är namnet på en mindre bebyggelseenhet väster om riksvägen och väster om småorten.
I själva verket är Åby byn strax söder om Enbacken på vars ägor villaområdet Enbacken ligger. Enbacken var ursprungligen namnet på det torp som ännu ligger kvar öster om villorna. 1998-2000 drogs riksväg 50 mellan torpplatsen och Åby by.

## Befolkningsutveckling
| Befolkningsutvecklingen i Åby 1990–2015 | Befolkningsutvecklingen i Åby 1990–2015 | Befolkningsutvecklingen i Åby 1990–2015 | Befolkningsutvecklingen i Åby 1990–2015 | Befolkningsutvecklingen i Åby 1990–2015 |
| --------------------------------------- | --------------------------------------- | --------------------------------------- | --------------------------------------- | --------------------------------------- |
|                                         |                                         |                                         |                                         |                                         |
| År                                      |                                         |                                         | Folkmängd                               | Areal (ha)                              |
| 1990                                    | 1990                                    |                                         | 106                                     | 7#                                      |
| 1995                                    | 1995                                    |                                         | 121                                     | 8#                                      |
| 2000                                    | 2000                                    |                                         | 121                                     | 8#                                      |
| 2005                                    | 2005                                    |                                         | 113                                     | 8#                                      |
| 2010                                    | 2010                                    |                                         | 118                                     | 8#                                      |
| 2015                                    | 2015                                    |                                         | 116                                     | 13#                                     |
| Anm.: # Som småort.                     |                                         |                                         |                                         |                                         |

På grund av förändrat dataunderlag hos Statistiska centralbyrån så är småortsavgränsningarna 1990 och 1995 inte jämförbara. Befolkningen den 31 december 1990 var 110 invånare inom det område som småorten omfattade 1995.